# Classes plantarum

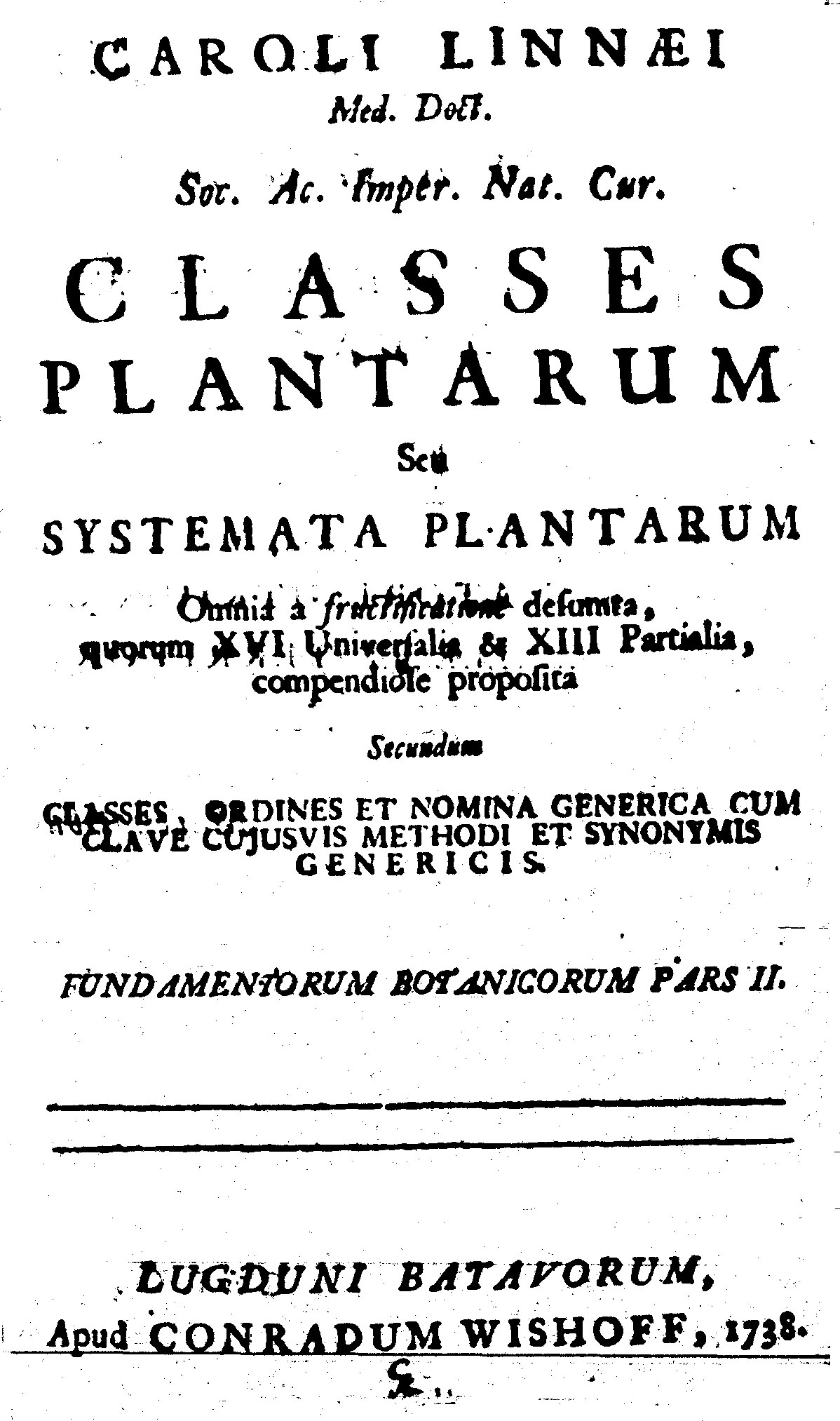
Титульна сторінка Classes Plantarum Карла Ліннея (1838)

Classes Plantarum ('Classes of plants', Leiden, Oct. 1738) — книга, написана Карлом Ліннеєм, шведським ботаніком, лікарем, зоологом та натуралістом.
Книга написана латинською мовою, в ній удосконалені афоризми 53–77 його Fundamenta Botanica і є додатковим томом до Species Plantarum, Genera Plantarum, Critica Botanica та Philosophia Botanica.

## Бібліографічні відомості
Повні бібліографічні відомості, включаючи точні дати публікації, нумерацію сторінок, видання, факсиміле, короткий опис змісту, місце розташування копій, вторинні джерела, переклади, перевидання, рукописи, подорожі та коментарі, наведено в «Таксономічній літературі» Франса Штафлє та Річарда Коуена.